# Confidential Informant (película)
Confidential Informant es una película de suspenso estadounidense de 2023 escrita por Michael Oblowitz, Michael Kaycheck y Brooke Nasser, dirigida por Oblowitz y protagonizada por Dominic Purcell, Kate Bosworth y Mel Gibson.

## Reparto
- Mel Gibson como Kevin Hickey.
- Kate Bosworth como Anna Moran.
- Dominic Purcell como Tom Moran.
- Nick Stahl como Mike Thorton.
- Meadow Williams como Jenny Sullivan.
- Arielle Raycene como Ginger.
- Erik Valdez como Carlos.
- Russell Richardson como William Learner.
- Joe Mangano como Jon Lindstorm.

## Producción
En julio de 2022, se anunció que la película estaba en producción y que Purcell, Stahl, Bosworth y Gibson fueron elegidos.

## Lanzamiento
La película se estrenó en formato digital y bajo demanda el 27 de junio de 2023 y en cines el 30 de junio de 2023.

## Recepción
En el sitio web de agregador de reseñas Rotten Tomatoes, el 0% de las 11 reseñas de críticos son positivas, con una calificación promedio de 3,1/10.
Noel Murray, del Los Angeles Times, le dio a la película una crítica negativa y escribió: «Tiene la forma de una película, pero nada de lo que la haga moverse».
Julian Roman de MovieWeb también le dio a la película una crítica negativa y escribió: «La película no elabora una narrativa convincente para apoyar su causa. El trabajo de cámara deficiente, la iluminación turbia y una banda sonora irritante obstaculizan lo que podría haber sido impactante. Un clímax desconcertante tampoco tiene mucho sentido después de un largo desarrollo». 
Sergio Pereira de Comic Book Resources también le dio a la película una crítica negativa y escribió: «A pesar de los mejores esfuerzos del elenco y el brillo [de cine] negro que se muestra, Confidential Informant se rinde a una edición mediocre, una lógica defectuosa y los clichés».

### Reconocimientos
En la 44.ª edición de los Premios Golden Raspberry, la película fue nominada a peor actor de reparto para Mel Gibson.